# Campeonato Mundial de Halterofilismo de 2017 - Mais de 90 kg feminino
A categoria mais de 90 kg feminino foi um evento do Campeonato Mundial de Halterofilismo de 2017, disputado no Centro de Convenções Anaheim, em Anaheim, nos Estados Unidos, no dia 5 de dezembro de 2017. 

## Calendário
Horário local (UTC-8) 
| Dia           | Horário | Fase    |
| ------------- | ------- | ------- |
| 5 de dezembro | 13:55   | Grupo A |

## Medalhistas
| Evento    | Ouro               | Ouro   | Prata                | Prata  | Bronze                    | Bronze |
| --------- | ------------------ | ------ | -------------------- | ------ | ------------------------- | ------ |
| Arranque  | Sarah Robles (USA) | 126 kg | Laurel Hubbard (NZL) | 124 kg | Tania Mascorro (MEX)      | 119 kg |
| Arremesso | Sarah Robles (USA) | 158 kg | Shaimaa Khalaf (EGY) | 153 kg | Duangaksorn Chaidee (THA) | 152 kg |
| Total     | Sarah Robles (USA) | 284 kg | Laurel Hubbard (NZL) | 275 kg | Shaimaa Khalaf (EGY)      | 268 kg |

## Recordes
Antes desta competição, o recorde mundial da prova era o seguinte:
| Recorde         | Tipo      | Atleta                  | Peso   | Local  | Data                   |
| Recorde Mundial | Arranque  | Tatiana Kashirina (RUS) | 155 kg | Almaty | 16 de novembro de 2014 |
| Recorde Mundial | Arremesso | Tatiana Kashirina (RUS) | 193 kg | Almaty | 16 de novembro de 2014 |
| Recorde Mundial | Total     | Tatiana Kashirina (RUS) | 348 kg | Almaty | 16 de novembro de 2014 |

## Resultado
Os resultados foram os seguintes. 
| Pos.              | Atleta                        | Grupo | Arranque (kg) | Arranque (kg) | Arranque (kg) | Arranque (kg)     | Arremesso (kg) | Arremesso (kg) | Arremesso (kg) | Arremesso (kg)    | Total |
| Pos.              | Atleta                        | Grupo | 1             | 2             | 3             | Resultado         | 1              | 2              | 3              | Resultado         | Total |
| ----------------- | ----------------------------- | ----- | ------------- | ------------- | ------------- | ----------------- | -------------- | -------------- | -------------- | ----------------- | ----- |
| Medalha de ouro   | Sarah Robles (USA)            | A     | 118           | 122           | 126           | Medalha de ouro   | 150            | 154            | 158            | Medalha de ouro   | 284   |
| Medalha de prata  | Laurel Hubbard (NZL)          | A     | 120           | 124           | 127           | Medalha de prata  | 144            | 147            | 151            | 4                 | 275   |
| Medalha de bronze | Shaimaa Khalaf (EGY)          | A     | 115           | 120           | 120           | 4                 | 150            | 153            | 157            | Medalha de prata  | 268   |
| 4                 | Duangaksorn Chaidee (THA)     | A     | 115           | 115           | 119           | 5                 | 145            | 148            | 152            | Medalha de bronze | 267   |
| 5                 | Tania Mascorro (MEX)          | A     | 115           | 119           | 123           | Medalha de bronze | 142            | 142            | 146            | 5                 | 261   |
| 6                 | Lisseth Ayoví (ECU)           | A     | 107           | 111           | 113           | 6                 | 135            | 140            | 143            | 6                 | 251   |
| 7                 | Aleksandra Mierzejewska (POL) | A     | 98            | 102           | 104           | 7                 | 130            | 130            | 130            | 7                 | 232   |
| 8                 | Krisztina Magát (HUN)         | A     | 100           | 103           | 104           | 8                 | 120            | 128            | 133            | 8                 | 228   |
| —                 | Albertine Um (CMR)            | A     | —             | —             | —             | —                 | —              | —              | —              | —                 | —     |
| —                 | Chitchanok Pulsabsakul (THA)  | A     | 116           | 116           | 117           | —                 | —              | —              | —              | —                 | —     |